# Spaelotis semiconfluens
Spaelotis semiconfluens är en fjärilsart som beskrevs av Edward Alfred Cockayne 1952. Spaelotis semiconfluens ingår i släktet Spaelotis och familjen nattflyn. Inga underarter finns listade i Catalogue of Life.